# Himno del Estado Amazonas
Die Himno del Estado Amazonas ist die Landeshymne des Bundesstaates Amazonas in Venezuela. Den Text schrieb Dr. Carlos Arocha Luna, die Musik stammt von Sergio Elguí, auch Campirano genannt.

## Text
Refrain
Amazonas tu tierra engalana' 
las espumas del bravo raudal
en tu selva se yergue el Autana
Atalaya de todo tu lar.
1. Strophe
Para honrarla memoria sagrada del glorioso
y noble Mariscal de Ayacucho su gesta preciada
tomó el nombre de tu gran Capital En tu Sierra Parima,
imponente nace el río Orinoco, que Dios en sus aguas sonoras,
corrientes a tu pueblo alimento ofrendó.
2. Strophe
Un emporio bendito es tu suelo del aborigen refugio
y hogar de la Patria ellos son los primeros y su
origen honra nacional. Tu gran pueblo marcha al
porvenir con coraje y nobleza ideal y en tu cielo
veremos lucir Amazonas, tu prez sin igual.